# Anna Lagerquist
Anna Lagerquist (Lund, 1993. október 16. –) bajnokok ligája-győztes svéd válogatott kézilabdázó, beálló, a Győri Audi ETO KC játékosa.

## Pályafutása

### Klubcsapatokban
Anna Lagerquist Lund városában született és kézilabda-pályafutását is itt kezdte el. 16 éves korától kezdve 8 éven át végigjárta a Lugi HF korosztályos csapatait. 2017-ben igazolt a dán első osztályú Nykøbing Falster HK csapatához. 3 év után az orosz első osztályú Rosztov-Don szerződtette. 2022 nyarán igazolt a francia első osztályú Neptunes de Nantes csapatához. A francia klub csődje következtében 2024. október 15-én az Győri Audi ETO hivatalos platformján jelentette be, hogy a beálló-védőjátékos egy plussz egy éves szerződést írt alá a klubbal.